# Polospojitost
Přesněji polospojitost shora a polospojitost zdola jsou pojmy používané v matematické analýze. Jsou to vlastnosti reálných funkcí, které jsou slabší než spojitost, nicméně dány dohromady již spojitost implikují. Každá z nich je tedy sama o sobě jen „půl spojitosti“. Zhruba řečeno reálná funkce f je shora polospojitá v bodě x, pokud pro body y blízké bodu x není f(y) o moc větší než f(x). Funkce f je zdola polospojitá, když v předchozím místo větší řekneme menší.

## Přesná definice

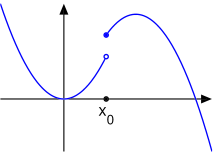
Shora polospojitá funkce.

### Polospojitost shora
- Funkce f z topologického prostoru X do reálných čísel je shora polospojitá v bodě x  z X, pokud pro každé ε>0 existuje okolí U bodu x, že {\displaystyle f(y)<f(x)+\varepsilon } kdykoliv {\displaystyle y\in U}.

Ekvivalentně můžeme říci, že f je shora polospojitá v x, pokud {\displaystyle \limsup _{y\to x}f(y)\leq f(x)}.
- Funkce f je shora polospojitá v X , jestliže je shora polospojitá v každém bodě prostoru X. Je to právě tehdy, když jsou všechny množiny tvaru {\displaystyle \{x\in X:f(x)<a\}} (kde a je nějaké reálné číslo) otevřené.

### Polospojitost zdola

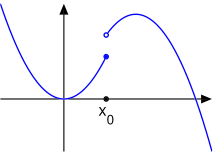
Zdola polospojitá funkce.

- Funkce f z topologického prostoru X do reálných čísel je zdola polospojitá v bodě x  z X, pokud pro každé ε>0 existuje okolí U bodu x, že {\displaystyle f(y)>f(x)-\varepsilon } kdykoliv {\displaystyle y\in U}.

Ekvivalentně můžeme říci, že f je zdola polospojitá v x, pokud {\displaystyle \liminf _{y\to x}f(y)\geq f(x)}.
- Funkce f je zdola polospojitá v X , jestliže je zdola polospojitá v každém bodě prostoru X. Je to právě tehdy, když jsou všechny množiny tvaru {\displaystyle \{x\in X:f(x)>a\}} (kde a je nějaké reálné číslo) otevřené.

## Vlastnosti
- {\displaystyle \limsup _{y\to x}f(y)\leq f(x)\leq \liminf _{y\to x}f(y)} ukazuje, že pokud je f v x polospojitá shora i zdola, je již v x spojitá a (samozřejmě) i obráceně.

- Funkce f, která je shora polospojitá na kompaktním prostoru X, je již nutně shora omezená na X a na X má maximum. Analogicky, zdola polospojitá funkce na kompaktu je zdola omezená a má minimum.

- součet

- Protože {\displaystyle \{\sup _{f\in {\mathcal {F}}}f>a\}=\bigcup _{f\in {\mathcal {F}}}\{f>a\}}, je supremum libovolného systému zdola polospojitých funkcí {\displaystyle {\mathcal {F}}} opět zdola polospojité. Totéž platí, zaměníme-li slůvko zdola za shora a supremum za infimum.

- Naopak supremum shora polospojitých (nebo dokonce spojitých) funkcí nemusí být shora polospojité, jak ukazuje příklad {\displaystyle {\mathcal {F}}=\{\arctan(n\cdot ):n\in \mathbb {N} \}}.

## Mnemotechnika
Je zajímavé, že naprosté většině lidí činí problémy zapamatovat si, která polospojitost je která.

## Příklady
- Charakteristická funkce otevřené množiny je zdola polospojitá.
- Charakteristická funkce uzavřené množiny je shora polospojitá.
- Norma na Banachově prostoru X je slabě polospojitá zdola (tedy zdola polospojitá na topologickém prostoru (X,w)). Je-li dimenze X nekonečná, norma nemůže být slabě polospojitá shora, tedy ani slabě spojitá.